# قطعنامه ۳۳۸ شورای امنیت
قطعنامه ۳۳۸ شورای امنیت سازمان ملل متحد که در تاریخ ۲۲ اکتبر ۱۹۷۳ (۳۰ مهر ۱۳۵۲) تصویب شد، سندی بین‌المللی دربارهٔ آتش‌بس در خاورمیانه است. این قطعنامه طی نشست ۱٬۷۴۷ ام با ۱۴ رای موافق، ۰ مخالف و ۱ ممتنع تصویب شد.